# Alcide Tousez
 (mai 2019).
Si vous disposez d'ouvrages ou d'articles de référence ou si vous connaissez des sites web de qualité traitant du thème abordé ici, merci de compléter l'article en donnant les références utiles à sa vérifiabilité et en les liant à la section « Notes et références ».
Étienne Augustin Tousez, dit Alcide Tousez, né le 25 avril 1809 à Paris, où il est mort le 23 octobre 1850, est un acteur de théâtre.

## Biographie
Il fut attiré dans la carrière dramatique par l’exemple de sa famille. Si son père était poêlier-fumiste, un de ses frères, Léonard Tousez, interprétait les rôles de jeune premier au Théâtre des Variétés, et sa belle-sœur, Madame Tousez, née Régnier de la Brière, jouait la tragédie à la Comédie-Française. Leur fils (le neveu d’Alcide) fit une belle carrière de comédien sous le nom de Régnier .
Alcide débuta en 1825, dans de petits théâtres, dans des emplois de jeune premier de la tragédie, qui ne correspondaient pas à son physique : long nez et visage grêlé. Il se tourna rapidement vers des rôles comiques.
Il passa le 6 avril 1833 au théâtre du Palais-Royal. Son allure burlesque et son regard niaisement langoureux firent merveille dans des emplois de grotesque ou de nigaud. Il savait aussi rendre le comique par un filet de voix rapide et peu clair ou en chantant d’une façon qui semblait un défi aux oreilles. Pendant ses 17 années au Palais-Royal, il joua 140 personnages différents, généralement avec grand succès.
Son nez long et comiquement effilé, fut un sujet de plaisanterie de Balzac et d’Alexandre Dumas.
Il écrivit quelques petits ouvrages tel la Vie de Napoléon racontée dans une fête de village (1834).
En 1850, à 41 ans seulement, il mourut après six mois de longues souffrances et une agonie atroce. Le monde du spectacle exprima sa douleur par ces vers :
Aurait-on cru, toi qui nous fis tant rire,

Qu’un jour enfin tu nous ferais pleurer ?…
Il eut une fille, Alix, qui fit une carrière de comédienne.

## Quelques rôles
- Nérestan dans Zaïre en 1825
- Maclou dans Le Valet de ferme en 1833
- Coco la violette dans Rothomago, revue en un acte d'Hippolyte et Théodore Cogniard, représentée la première fois à Paris le 1er janvier 1839 au théâtre du Palais-Royal : Goliath et Pliardin[2].
- Pomard, avoué dans Les avoues en vacances (Dumanoir et Bayard) en 1839
- Bozonet dans Le Lierre et l'Ormeau (Eugène Labiche) en 1840
- Narciskoff dans La dragonne (Dumanoir et Hippolyte Le Roux) en 1842
- Gobelair dans Les Hures-Graves (Dumanoir, Clairville et Paul Siraudin) en 1843
- Camérani dans Carlo et Carlin (Mélesville et Dumanoir) en 1844
- Thomas dans Le Roi des Frontins (Eugène Labiche) en 1845
- Verbulot dans L'École buissonnière (Eugène Labiche) en 1845
- Colardeau dans Un jeune homme pressé (Eugène Labiche) en 1848
- Un Monsieur dans Le Club champenois (Eugène Labiche) en 1848
- Un garçon de théâtre dans Une tragédie chez M. Grassot (Eugène Labiche) en 1848
- Général Machin dans Traversin et Couverture (Eugène Labiche) en 1850
- Et aussi dans :
  - La Pêche aux beaux-pères
  - L'Aumonier du régiment
  - Les Bains à domicile
  - La Chambre à deux lits
  - Première lance de l'Allemagne (son dernier rôle) en 1850